# فروستبرغ هاوس
فروستبرغ هاوس هو عبارة عن مكان إقامة سابق وبيت في مزرعة مبني من الطابوق أو الطوب الباروكي يقع في فروستبرغ في هامبورغ. أصبح مكان الإقامة مسكنًا صيفيًا لمواطني هامبورغ الأثرياء من عام 1651. تم بناء المنزل الحالي في أوائل القرن الثامن عشر من قِبل تاجر القماش إيبرت تيفبرون، ولا يزال يوجد شعاره على باب المدخل الرئيسي منقوش عليه "1703". المبنى مثال نادر على مبنى مبني من الطابوق الباروكي. من القرن التاسع عشر، شملت المساحة الإجمالية للمبنى حوالي 605 هكتارا، وكان المنزل محاطًا بحديقة مساحتها 70 هكتارا. من عام 1793 إلى عام 1823، كان المنزل الريفي ملكًا لعائلة بيرنبرغ-جوسلر المصرفية وكان معروفًا كمكان اجتماع لصفوة مجتمع هامبروغ. كان بمثابة المقر الصيفي لإليزابيث بيرنبرغ. في ذلك الوقت، بني المنزل لايبرت تيفبرون قبل قرن من الزمان حيث كان حد والد زوجها يوهان هينريك جوسلر.